# Novembre 1780

## Événements
- 4 novembre : Condorcanqui, fils d’un cacique de Tinta (es), prend le nom de Túpac Amaru II, se proclame Inca et prend la tête de la révolte des Indiens au Pérou. Il s’empare d’un corrégidor qu’il fait exécuter (4 octobre). Après avoir battu une milice près de Cuzco le 18 novembre, il est défait par les troupes du visitador Arreche, incarcéré et condamné à mort (1781)[1].

- 29 novembre : à la mort de Marie-Thérèse, son fils Joseph II devient roi de Hongrie et de roi de Bohême. Il est désormais le seul maître de la politique autrichienne (fin en 1790)[2]. Il souhaite imposer une véritable révolution, réalisant l’idéal du despote éclairé. Il publiera plus de 6 000 décrets et plus de 11 000 lois en dix ans.

## Naissances
- 14 novembre : Clemente Folchi, ingénieur et architecte italien († 30 septembre 1868)

## Décès
- 29 novembre : Marie-Thérèse, impératrice d'Autriche.